# 中山路 (涟水)
涟水中山路，是江苏省涟水县城的一条主要街道。

## 特点
中山路为东西走向，东到南北干道安东南路，西到淮浦南路，中间与米公路、双桥街等交汇。北侧邻近涟漪湖及五岛公园，西段涟漪湖畔有涟水的标志、著名古建筑妙通塔。东西路旁有涟水县人民政府、涟水县财政局、涟水邮政局、涟水县无线电厂，路两旁还有涟水三中。全路横贯兴文路，双桥路、健康路。